# Білл Кнехт
Білл Кнехт (англ. Bill Knecht, 10 березня 1930 — 17 грудня 1992) — американський академічний веслувальник.
Олімпійський чемпіон 1964 року в складі вісімки, учасник 1960 року.
Переможець Панамериканських ігор 1955 (вісімки), 1959, 1963 років у складі парної двійки.
Срібний призер Чемпіонату Європи 1958 року в складі вісімки.